# Уравнение движения в неинерциальной системе отсчёта
Уравнения движения в неинерциальной системе отсчёта — уравнения движения материальной точки (1) в поле консервативных сил в классической механике, записанные в неинерциальной системе отсчёта (НСО), движущейся относительно инерциальной системы (ИСО) со скоростью поступательного движения {\displaystyle \mathbf {V} } и угловой скоростью вращательного движения {\displaystyle \mathbf {\Omega } }.
В ИСО уравнение движения Лагранжа имеет вид:
{\displaystyle m{\frac {d\mathbf {v} _{0}}{dt}}=-{\frac {\partial U}{\partial \mathbf {r} }},}
в НСО уравнение приобретает четыре дополнительных члена (так называемые «эйлеровы силы инерции»):
{\displaystyle m{\frac {d\mathbf {v} }{dt}}=-{\frac {\partial U}{\partial \mathbf {r} }}-m{\frac {d\mathbf {V} }{dt}}+m[\mathbf {r} {\frac {d\mathbf {\Omega } }{dt}}]+2m[\mathbf {v} \mathbf {\Omega } ]+m[\mathbf {\Omega } [\mathbf {r} \mathbf {\Omega } ]],}   (1)
где:
- жирным шрифтом обозначены векторные величины, квадратными скобками — векторное умножение;
- индекс {\displaystyle _{0}} относится к величинам в ИСО;
- {\displaystyle t} — время;
- {\displaystyle m} — масса точки;
- {\displaystyle \mathbf {v} } — вектор скорости точки;
- {\displaystyle \mathbf {r} } — радиус-вектор точки;
- {\displaystyle U} — потенциальная энергия.

## Вывод формулы
Всякое движение может быть разложено в композицию поступательного и вращательного движений. Потому переход от ИСО К0 к НСО К может рассматриваться в виде двух последовательных шагов: вначале переход от К0 к промежуточной системе отсчёта К' , которая движется поступательно по отношению к К0 со скоростью {\displaystyle \mathbf {V} }, а затем уже к К, которая вращается относительно К' с угловой скоростью {\displaystyle \mathbf {\Omega } }.
Принцип наименьшего действия не зависит от системы координат, вместе с ним уравнения Лагранжа также применимы в любой системе координат.
Лагранжиан в К',
{\displaystyle L'={\frac {m\mathbf {v} '^{2}}{2}}+m\mathbf {v} '\mathbf {V} +{\frac {m\mathbf {V} ^{2}}{2}}-U,} (2)
получается путём подстановки поступательного преобразования скорости частицы {\displaystyle \mathbf {v} _{0}=\mathbf {v} '+\mathbf {V} } в лагранжиан, записанный в ИСО:
{\displaystyle L_{0}={\frac {m\mathbf {v} _{0}^{2}}{2}}-U.}
Выражения и для ИСО, и для НСО описывают эволюцию частицы в соответствующих системах отсчёта — закон сохранения энергии.
Как известно, члены, представляющие собой полные производные по времени некоторых функций, могут быть исключены из лагранжиана, так как они не влияют на уравнения движения (см. Лагранжева механика). В формуле (2) {\displaystyle \mathbf {V} ^{2}} является функцией времени, и, тем самым, полной производной другой функции времени, соответствующий член может быть опущен. Поскольку {\displaystyle \mathbf {v} '={\frac {d\mathbf {r} '}{dt}}},
{\displaystyle m\mathbf {v} '\mathbf {V} =m\mathbf {V} {\frac {d\mathbf {r} '}{dt}}={\frac {d}{dt}}(m\mathbf {V} \mathbf {r} ')-m{\frac {d\mathbf {V} }{dt}}\mathbf {r} ',}
где полная производная {\displaystyle m\mathbf {V} \mathbf {r} '} по времени опять-таки может быть опущена. В итоге лагранжиан (2) преобразуется в
{\displaystyle L'={\frac {m\mathbf {v} '^{2}}{2}}-m{\frac {d\mathbf {V} }{dt}}\mathbf {r} '-U.} (3)
При переходе от К' к К (чистое вращение) скорость изменяется на {\displaystyle [\mathbf {\Omega } \mathbf {r} ]}. При подстановке {\displaystyle \mathbf {v} '=\mathbf {v} +[\mathbf {\Omega } \mathbf {r} ]} в уравнение (3) образуется лагранжиан в К (учитывая, что {\displaystyle \mathbf {r} =\mathbf {r} '}):
{\displaystyle L={\frac {m\mathbf {v} ^{2}}{2}}+m\mathbf {v} [\mathbf {\Omega } \mathbf {r} ]+{\frac {m}{2}}[\mathbf {\Omega } \mathbf {r} ]^{2}-m{\frac {d\mathbf {V} }{dt}}\mathbf {r} -U.}
Полный дифференциал этого лагранжиана выглядит как:
{\displaystyle dL=m\mathbf {v} d\mathbf {v} +md\mathbf {v} [\mathbf {\Omega } \mathbf {r} ]+m\mathbf {v} [\mathbf {\Omega } d\mathbf {r} ]+m[\mathbf {\Omega } \mathbf {r} ][\mathbf {\Omega } d\mathbf {r} ]-m{\frac {d\mathbf {V} }{dt}}d\mathbf {r} -{\frac {\partial U}{\partial \mathbf {r} }}d\mathbf {r} }.
Применив формулу Лагранжа и изменив порядок операций в смешанном произведении векторов, дифференциал лагранжиана можно переписать в виде:
{\displaystyle dL=m\mathbf {v} d\mathbf {v} +md\mathbf {v} [\mathbf {\Omega } \mathbf {r} ]+md\mathbf {r} [\mathbf {v} \mathbf {\Omega } ]+m[[\mathbf {\Omega } \mathbf {r} ]\mathbf {\Omega } ]d\mathbf {r} -m{\frac {d\mathbf {V} }{dt}}d\mathbf {r} -{\frac {\partial U}{\partial \mathbf {r} }}d\mathbf {r} .}
Частные производные лагранжиана по {\displaystyle \mathbf {v} } и {\displaystyle \mathbf {r} } соответственно будут:
{\displaystyle {\frac {\partial L}{\partial \mathbf {v} }}=m\mathbf {v} +m[\mathbf {\Omega } \mathbf {r} ],}
{\displaystyle {\frac {\partial L}{\partial \mathbf {r} }}=m[\mathbf {v} \mathbf {\Omega } ]+m[[\mathbf {\Omega } \mathbf {r} ]\mathbf {\Omega } ]-m{\frac {d\mathbf {V} }{dt}}-{\frac {\partial U}{\partial \mathbf {r} }}.}
После подстановки частных производных в стандартное уравнение движения в форме Эйлера-Лагранжа
{\displaystyle {\frac {d}{dt}}{\frac {\partial L}{\partial \mathbf {v} }}={\frac {\partial L}{\partial \mathbf {r} }},}
получается формула (1).

## Физический смысл
Векторное уравнение (1) описывает движение материальной точки в неинерциальной системе отсчёта (НСО), движущейся относительно инерциальной системы (ИСО) со скоростью поступательного движения и угловой скоростью вращательного движения. При этом, приложенная к телу внешняя сила, обеспечивающая поступательное движение, заменена потенциальным полем, в котором действуют консервативные силы.
При этом, движение НСО относительно ИСО называют переносным, вследствие чего, скорости, ускорения и силы, связанные с НСО, также называются переносными.
Выражение {\displaystyle m{\frac {d\mathbf {v} }{dt}}}  — результирующий вектор суммы сил, находящихся в правой части уравнения (1).
Частная производная потенциальной энергии {\displaystyle U} частицы во внешнем поле по радиусу—вектору {\displaystyle \mathbf {r} } «точки приложения» сил определяет сумму всех сил, действующих со стороны внешних источников,
{\displaystyle -{\frac {\partial U}{\partial \mathbf {r} }}}.
Выражение переносной силы, действующей в однородном силовом поле, которое, в свою очередь, вызвано ускоренным поступательным движением системы, имеет вид
{\displaystyle m{\frac {d\mathbf {V} }{dt}}},
где {\displaystyle {\frac {d\mathbf {V} }{dt}}} — ускорение поступательного движения системы отсчёта {\displaystyle K'}.
«Силы инерции» в уравнении (1), обусловленные вращением системы отсчета, слагаются из трех частей.
Первая часть представляет из себя переносную силу, связанную с неравномерностью вращения системы отсчёта:
{\displaystyle m[\mathbf {r} {\frac {d\mathbf {\Omega } }{dt}}]}.
Вторая часть
{\displaystyle 2m[\mathbf {v} \mathbf {\Omega } ]}
является выражением силы Кориолиса. В отличие от практически всех рассматриваемых в классической механике не диссипативных сил, её величина зависит от скорости частицы.
Третья часть представлена переносной центробежной силой
{\displaystyle m[\mathbf {\Omega } [\mathbf {r} \mathbf {\Omega } ]]}.
Она лежит в плоскости, проходящей через {\displaystyle \mathbf {r} } и {\displaystyle \mathbf {\Omega } }, и направлена перпендикулярно к оси вращения НСО (то есть направлению {\displaystyle \mathbf {\Omega } }), в сторону от оси. По величине центробежная сила равна {\displaystyle m\rho \Omega ^{2}}, где {\displaystyle \rho } — расстояние от частицы до оси вращения.